# Marik Miklós
Marik Miklós (Budapest, 1936. május 28. – Tenerife, Kanári-szigetek, Spanyolország, 1998. június 23.) csillagász, egyetemi docens, az ELTE Csillagászati Tanszékének tanszékvezetője (1990–1998). A csillagászat népszerűsítésében meghatározó szerepet vállalt az 1970-es és 1980-as években.

## Korai évek
Mérnökcsaládból származott. A budapesti Toldy Ferenc Gimnáziumba járt, ahol tanára, Faragó László szerettette meg vele a matematikát. A KöMaL pontversenyén három évben is az elsők között végzett. Nagybátyja, Guman István hatására kezdett el még gyermekként érdeklődni a csillagászat iránt. 1954-ben érettségizett, és az ELTE fizikus szakára jelentkezett, de az értelmiségi származásúak számára abban az évben csak egy hely volt, ezért átirányították matematika-fizika tanárszakra. Tanárszakosként felvette a csillagászati témájú tárgyakat, és mivel 1956-ban a Csillagászati Tanszék legtöbb oktatója elhagyta az országot, Marik Miklós már 1957-ben és 1958-ban demonstrátorként tartotta a csillagászati témájú bevezető előadásokat. 1958-ban kapott matematika-fizika tanári diplomát.

## Oktató és ismeretterjesztő
1959-ben nevezték ki tanársegédnek a Csillagászati Tanszékre. A külföldi kutatómunkáját leszámítva lényegében ettől az időponttól haláláig egyetemi oktató volt, igen sok tárgy oktatásában vállalt szerepet. A Csillagászati Tanszék ideiglenes vezetője volt már 1988-tól, tanszékvezetői kinevezését 1991-ben kapta meg, ezt a pozíciót váratlanul bekövetkezett haláláig betöltötte.
A Bevezetés a csillagászatba című választható tárgyát nemcsak a leendő csillagászhallgatók, de sok, a téma iránt érdeklődő hallgató vette fel, rendszeresen előfordult az is, hogy más egyetemekről (pl. a Műegyetemről) hallgattak át vendéghallgatók, pedig akkoriban ennek ügyintézése komoly adminisztratív nehézségeket jelentett.
Oktatómunkáját mind az oktatási kormányzat, mind a hallgatói elismerték: a művelődési és közoktatási miniszter 1995-ben A Magyar Felsőoktatásért Emlékplakettel tüntette ki, az ELTE Természettudományi Kara pedig hallgatói javaslatra 1996-ban A Kar Kiváló Oktatója címet adományozta Marik tanár úrnak.
Magával ragadó ismeretterjesztő volt, szinte megszámlálhatatlan TIT-előadást tartott. A Csillagászati hét című, évente megrendezett népszerűsítő előadás-sorozatban állandó előadásai voltak. Televíziós műsorokban csillagászati témákban rendszeresen szerepelt. Sokak esetében, akiket tanított vagy akik jártak az ismeretterjesztő előadásaira, elmondható, hogy a pályaválasztásukban Marik tanár úr pozitív hatása érzékelhető.
Tanítványai között volt Petrovay Kristóf és Erdélyi Róbert.

## Kutatási területe
Fő kutatási területe az elméleti asztrofizika és a napfizika volt. A naptevékenység földi hatásaival is foglalkozott.

## Emlékezete
Egykori tanítványai körében a mai napig érzékelhető hatása, még ma is mesélnek róla anekdotákat. Jellegzetes, összetéveszthetetlen mondatai az egyetemi folklór részévé váltak. Sokat idézett fordulatai közül álljon itt egy: „Ha egy előadás nem jó, legalább színes legyen.” – mondta, amint elővette valamelyik színes krétát.
Tiszteletére a 28492 Marik kisbolygó viseli a nevét.

## Művei
- Magnetohidrodinamikai hullámok keletkezése napfoltokban, A Magyar Tudományos Akadémia Matematikai és Fizikai Osztályának közleményei, 17. 1967.
- A Theoretical Model of the Solar Chromosphere, Publications of Debrecen Heliophysical Observatory, 2. 1971.
- A Nap mágneses tere, Magyar Fizikai Folyóirat, 21. 3. 191. 1973.
- Csillagászattörténeti ABC, ifj. Gazda Istvánnal, Tankönyvkiadó, Budapest, 1982, 1986
- Csillagászat, Szerkesztette Marik Miklós, Akadémiai Kiadó, Budapest, 1989
- Konkoly Thege Miklós (1842-1916) Meteor csillagászati évkönyv 1992, 145. o., Budapest, 1991